# 서하얀
서하얀(1991년 3월 14일 ~ )은 대한민국의 방송인이다.

## 방송
- 2017년 SBS 《동상이몽 2 - 너는 내 운명》
- 2022년 SBS FiL 《뷰티풀》

## 수상
- 2022년 SBS연예대상 소셜스타상 토크 리얼리티부문